# Авдела
Авдела (грч. Αβδέλλα) је насељено место у општини Гребен у периферији Западна Македонија, Грчка. Према попису из 2021. године било је 73 становника.
Према бугарском географу и историчару, Василу Канчову, у Авдели је 1900. године живело 1.500 Аромуна. Године 1920. село је имало само 12 житеља, јер је попис спроведен током зимског периода када су мештани као сточари боравили у Тесалији, али и због последица Првог светског рата. Македонски историчар Тодор Симовски, 1998. године наводи да је Авдела аромунско насеље.

## Познате личности
- Браћа Манаки, аромунски фотографи и пионири кинематографије на Балкану